# Cream/Diskografie
Diese Diskografie ist eine Übersicht über die musikalischen Werke der britischen Rockgruppe Cream. Den Quellenangaben zufolge hat sie bisher mehr als 35 Millionen Tonträger verkauft, davon alleine in ihrer Heimat über eine Million. Ihre erfolgreichste Veröffentlichung ist die Single Sunshine of Your Love mit über 1,4 Millionen verkauften Einheiten.

## Alben

### Studioalben
| Jahr | Titel Musiklabel                  | Höchstplatzierung, Gesamtwochen, AuszeichnungChartplatzierungen (Jahr, Titel, Musiklabel, Platzierungen, Wochen, Auszeichnungen, Anmerkungen) | Höchstplatzierung, Gesamtwochen, AuszeichnungChartplatzierungen (Jahr, Titel, Musiklabel, Platzierungen, Wochen, Auszeichnungen, Anmerkungen) | Höchstplatzierung, Gesamtwochen, AuszeichnungChartplatzierungen (Jahr, Titel, Musiklabel, Platzierungen, Wochen, Auszeichnungen, Anmerkungen) | Anmerkungen                                                  |
| Jahr | Titel Musiklabel                  | DE | UK | US | Anmerkungen                                                  |
| ---- | --------------------------------- | --- | --- | --- | ------------------------------------------------------------ |
| 1966 | Fresh Cream Reaction / Polydor    | — | UK6 (19 Wo.)UK | US39 Gold · (92 Wo.)US | Erstveröffentlichung: 9. Dezember 1966 Verkäufe: + 500.000   |
| 1967 | Disraeli Gears Reaction / Polydor | — | UK5 Gold · (42 Wo.)UK | US4 Platin · (83 Wo.)US | Erstveröffentlichung: 2. November 1967 Verkäufe: + 1.100.000 |
| 1968 | Wheels of Fire Polydor / Atco     | DE15 (20 Wo.)DE | UK3 Silber · (26 Wo.)UK | US1 Platin · (50 Wo.)US | Erstveröffentlichung: 9. August 1968 Verkäufe: + 1.060.000   |
| 1969 | Goodbye Polydor / Atco            | DE9 (24 Wo.)DE | UK1 (27 Wo.)UK | US2 Gold · (26 Wo.)US | Erstveröffentlichung: 5. Februar 1969 Verkäufe: + 500.000    |

### Livealben
| Jahr | Titel Musiklabel                                   | Höchstplatzierung, Gesamtwochen, AuszeichnungChartplatzierungen (Jahr, Titel, Musiklabel, Platzierungen, Wochen, Auszeichnungen, Anmerkungen) | Höchstplatzierung, Gesamtwochen, AuszeichnungChartplatzierungen (Jahr, Titel, Musiklabel, Platzierungen, Wochen, Auszeichnungen, Anmerkungen) | Höchstplatzierung, Gesamtwochen, AuszeichnungChartplatzierungen (Jahr, Titel, Musiklabel, Platzierungen, Wochen, Auszeichnungen, Anmerkungen) | Höchstplatzierung, Gesamtwochen, AuszeichnungChartplatzierungen (Jahr, Titel, Musiklabel, Platzierungen, Wochen, Auszeichnungen, Anmerkungen) | Anmerkungen                                               |
| Jahr | Titel Musiklabel                                   | DE | AT | UK | US | Anmerkungen                                               |
| ---- | -------------------------------------------------- | --- | --- | --- | --- | --------------------------------------------------------- |
| 1970 | Live Cream Polydor / Atco                          | DE30 (4 Wo.)DE | — | UK4 Silber · (15 Wo.)UK | US15 (21 Wo.)US | Erstveröffentlichung: April 1970 Verkäufe: + 60.000       |
| 1972 | Live Cream Volume II Polydor / Atco                | — | — | UK15 (5 Wo.)UK | US27 (16 Wo.)US | Erstveröffentlichung: 2. März 1972                        |
| 2003 | BBC Sessions Polydor                               | — | — | UK100 (1 Wo.)UK | — | Erstveröffentlichung: 25. März 2003                       |
| 2005 | Royal Albert Hall London May 2-3-5-6, 2005 Reprise | DE11 Gold · (9 Wo.)DE | AT51 (4 Wo.)AT | UK61 (2 Wo.)UK | US59 (4 Wo.)US | Erstveröffentlichung: 4. Oktober 2005 Verkäufe: + 155.000 |

### Kompilationen
| Jahr | Titel                                | Höchstplatzierung, Gesamtwochen, AuszeichnungChartplatzierungen (Jahr, Titel, Platzierungen, Wochen, Auszeichnungen, Anmerkungen) | Höchstplatzierung, Gesamtwochen, AuszeichnungChartplatzierungen (Jahr, Titel, Platzierungen, Wochen, Auszeichnungen, Anmerkungen) | Höchstplatzierung, Gesamtwochen, AuszeichnungChartplatzierungen (Jahr, Titel, Platzierungen, Wochen, Auszeichnungen, Anmerkungen) | Anmerkungen                                             |
| Jahr | Titel                                | DE | UK | US | Anmerkungen                                             |
| ---- | ------------------------------------ | --- | --- | --- | ------------------------------------------------------- |
| 1969 | Best of Cream                        | DE29 (4 Wo.)DE | UK6 (34 Wo.)UK | US3 Gold · (44 Wo.)US | Erstveröffentlichung: November 1969 Verkäufe: + 500.000 |
| 1972 | Heavy Cream                          | — | — | US135 (10 Wo.)US | Erstveröffentlichung: 1972                              |
| 1983 | Strange Brew: The Very Best of Cream | — | — | US— PlatinUS | Erstveröffentlichung: 1983 Verkäufe: + 1.000.000        |
| 1995 | The Very Best of Cream               | — | UK— GoldUK | US— GoldUS | Erstveröffentlichung: 9. Mai 1995 Verkäufe: + 607.500   |
| 2005 | I Feel Free – Ultimate Cream         | — | UK6 Gold · (11 Wo.)UK | — | Erstveröffentlichung: 31. Mai 2005 Verkäufe: + 100.000  |
| 2016 | Classic Album Selection              | — | UK80 (1 Wo.)UK | — | Erstveröffentlichung: 2016                              |
| 2020 | Goodbye Tour – Live 1968             | DE25 (1 Wo.)DE | — | — | Erstveröffentlichung: 6. März 2020                      |

| Jahr | Titel Musiklabel                                        | Anmerkungen                              |
| ---- | ------------------------------------------------------- | ---------------------------------------- |
| 1973 | Cream Off the Top Polydor                               | Erstveröffentlichung: 1973               |
| 1997 | Those Were the Days Polydor                             | Erstveröffentlichung: 23. September 1997 |
| 2000 | 20th Century Masters: The Millennium Collection Polydor | Erstveröffentlichung: 29. Februar 2000   |
| 2005 | Gold Polydor                                            | Erstveröffentlichung: April 2005         |
| 2011 | Icon Polydor                                            | Erstveröffentlichung: 21. Juni 2011      |
| 2013 | The Alternative Album ITM Records                       | Erstveröffentlichung: Mai 2013           |

## Singles
| Jahr | Titel Album                                      | Höchstplatzierung, Gesamtwochen, AuszeichnungChartplatzierungen (Jahr, Titel, Album, Platzierungen, Wochen, Auszeichnungen, Anmerkungen) | Höchstplatzierung, Gesamtwochen, AuszeichnungChartplatzierungen (Jahr, Titel, Album, Platzierungen, Wochen, Auszeichnungen, Anmerkungen) | Höchstplatzierung, Gesamtwochen, AuszeichnungChartplatzierungen (Jahr, Titel, Album, Platzierungen, Wochen, Auszeichnungen, Anmerkungen) | Höchstplatzierung, Gesamtwochen, AuszeichnungChartplatzierungen (Jahr, Titel, Album, Platzierungen, Wochen, Auszeichnungen, Anmerkungen) | Anmerkungen                                                                            |
| Jahr | Titel Album                                      | DE | AT | UK | US | Anmerkungen                                                                            |
| ---- | ------------------------------------------------ | --- | --- | --- | --- | -------------------------------------------------------------------------------------- |
| 1966 | Wrapping Paper –                                 | — | — | UK34 (6 Wo.)UK | — | Erstveröffentlichung: 30. September 1966 B-Seite: Cat’s Squirrel                       |
| 1966 | I Feel Free Best of Cream (UK), Fresh Cream (US) | DE27 (4 Wo.)DE | — | UK11 (12 Wo.)UK | — | Erstveröffentlichung: 29. Dezember 1966 B-Seite: N.S.U.                                |
| 1967 | Strange Brew Disraeli Gears                      | — | — | UK17 (9 Wo.)UK | — | Erstveröffentlichung: Juni 1967 B-Seite: Tales of Brave Ulysses                        |
| 1967 | Spoonful – Part 1 Fresh Cream                    | — | — | — | — | Erstveröffentlichung: 1967 B-Seite: Spoonful – Part 2                                  |
| 1968 | Sunshine of Your Love Disraeli Gears             | — | — | UK25 Gold · (7 Wo.)UK | US5 Gold · (26 Wo.)US | Erstveröffentlichung: Januar 1968 Verkäufe: + 1.455.000                                |
| 1968 | Anyone for Tennis –                              | — | — | UK40 (3 Wo.)UK | US64 (5 Wo.)US | Erstveröffentlichung: 19. Mai 1968 B-Seite: Pressed Rat and Warthog                    |
| 1968 | White Room Wheels of Fire                        | DE28 (4 Wo.)DE | AT19 (4 Wo.)AT | UK28 Silber · (8 Wo.)UK | US6 (11 Wo.)US | Erstveröffentlichung: September 1968 Verkäufe: + 230.000; B-Seite: Those Were the Days |
| 1969 | Crossroads Wheels of Fire                        | — | — | — | US28 (8 Wo.)US | Erstveröffentlichung: 1969 B-Seite: Passing the Time                                   |
| 1969 | Badge Goodbye                                    | DE29 (2 Wo.)DE | AT18 (4 Wo.)AT | UK18 (14 Wo.)UK | US60 (5 Wo.)US | Erstveröffentlichung: 17. März 1969 (US), 3. April 1969 (UK) B-Seite: What a Bringdown |
| 1970 | Those Were the Days Wheels of Fire               | — | — | — | US28 (8 Wo.)US | Erstveröffentlichung: 1970 B-Seite: Sweet Wine                                         |

## Videoalben
| Jahr | Titel                                      | Höchstplatzierung, Gesamtwochen, AuszeichnungChartplatzierungen (Jahr, Titel, Platzierungen, Wochen, Auszeichnungen, Anmerkungen) | Höchstplatzierung, Gesamtwochen, AuszeichnungChartplatzierungen (Jahr, Titel, Platzierungen, Wochen, Auszeichnungen, Anmerkungen) | Höchstplatzierung, Gesamtwochen, AuszeichnungChartplatzierungen (Jahr, Titel, Platzierungen, Wochen, Auszeichnungen, Anmerkungen) | Höchstplatzierung, Gesamtwochen, AuszeichnungChartplatzierungen (Jahr, Titel, Platzierungen, Wochen, Auszeichnungen, Anmerkungen) | Anmerkungen                                                                  |
| Jahr | Titel                                      | DE | AT | UK | US | Anmerkungen                                                                  |
| ---- | ------------------------------------------ | --- | --- | --- | --- | ---------------------------------------------------------------------------- |
| 1969 | Farewell Concert                           | — | — | UK— GoldUK | US5 (? Wo.)US | Erstveröffentlichung: 5. Januar 1969 Verkäufe: + 25.000                      |
| 1991 | Strange Brew                               | — | — | — | US23 (? Wo.)US | Erstveröffentlichung: 17. September 1991                                     |
| 1994 | Fresh Live Cream                           | — | — | — | US38 (? Wo.)US | Erstveröffentlichung: 6. Juli 1994                                           |
| 2005 | Royal Albert Hall London May 2-3-5-6, 2005 | DE* GoldDE | AT1 (11 Wo.)AT | UK2 Platin · (23 Wo.)UK | US1 ×5Fünffachplatin · (? Wo.)US                                                                                                  | Erstveröffentlichung: 4. Oktober 2005 Verkäufe: + 605.000; * siehe Livealbum |
| 2006 | Classic Albums: Cream – Disraeli Gears     | — | — | UK48 (1 Wo.)UK | — | Erstveröffentlichung: 5. Mai 2006                                            |
| 2018 | Classic Albums: Live Rarities              | — | — | UK50 (1 Wo.)UK | — | Erstveröffentlichung: 29. Juni 2018                                          |

grau schraffiert: keine Chartdaten aus diesem Jahr verfügbar

## Statistik

### Chartauswertung
|                     | DE    | AT    | UK     | US    |
| ------------------- | ----- | ----- | ------ | ----- |
| Nummer-eins-Alben   | DE—DE | AT—AT | UK1UK  | US1US |
| Top-10-Alben        | DE1DE | AT—AT | UK7UK  | US4US |
| Alben in den Charts | DE6DE | AT1AT | UK11UK | US9US |

|                       | DE    | AT    | UK    | US    |
| --------------------- | ----- | ----- | ----- | ----- |
| Nummer-eins-Singles   | DE—DE | AT—AT | UK—UK | US—US |
| Top-10-Singles        | DE—DE | AT—AT | UK—UK | US2US |
| Singles in den Charts | DE3DE | AT2AT | UK7UK | US5US |

|                          | DE    | AT    | UK    | US    |
| ------------------------ | ----- | ----- | ----- | ----- |
| Nummer-eins-Videoalben   | DE—DE | AT1AT | UK—UK | US1US |
| Top-10-Videoalben        | DE—DE | AT1AT | UK1UK | US2US |
| Videoalben in den Charts | DE—DE | AT1AT | UK3UK | US4US |

### Auszeichnungen für Musikverkäufe
| Goldene Schallplatte - Frankreich - 2005: für das Videoalbum Royal Albert Hall London May 2-3-5-6, 2005 - Italien - 2019: für die Single Sunshine of Your Love - Kanada - 2006: für das Videoalbum Classic Artists: Cream - Neuseeland - 1995: für das Album The Very Best of Cream | Platin-Schallplatte - Australien - 2005: für das Videoalbum Royal Albert Hall London May 2-3-5-6, 2005 - Neuseeland - 2006: für das Videoalbum Royal Albert Hall London May 2-3-5-6, 2005 - 2022: für die Single Sunshine of Your Love - 2023: für die Single White Room |

Anmerkung: Auszeichnungen in Ländern aus den Charttabellen bzw. Chartboxen sind in ebendiesen zu finden.
| Land/RegionAuszeichnungen für Musikverkäufe (Land/Region, Auszeichnungen, Verkäufe, Quellen) | Silber     | Gold       | Platin       | Verkäufe  | Quellen              |
| -------------------------------------------------------------------------------------------- | ---------- | ---------- | ------------ | --------- | -------------------- |
| Australien (ARIA)                                                                            | —          | —          | Platin1      | 15.000    | aria.com.au          |
| Deutschland (BVMI)                                                                           | —          | 2× Gold2   | —            | 125.000   | musikindustrie.de    |
| Frankreich (SNEP)                                                                            | —          | Gold1      | —            | 10.000    | snepmusique.com      |
| Italien (FIMI)                                                                               | —          | Gold1      | —            | 25.000    | fimi.it              |
| Kanada (MC)                                                                                  | —          | Gold1      | —            | 5.000     | musiccanada.com      |
| Neuseeland (RMNZ)                                                                            | —          | Gold1      | 3× Platin3   | 72.500    | radioscope.co.nz NZ2 |
| Vereinigte Staaten (RIAA)                                                                    | —          | 5× Gold5   | 8× Platin8   | 6.555.000 | riaa.com US2         |
| Vereinigtes Königreich (BPI)                                                                 | 3× Silber3 | 5× Gold5   | Platin1      | 1.095.000 | bpi.co.uk UK2        |
| Insgesamt                                                                                    | 3× Silber3 | 16× Gold16 | 13× Platin13 |           |                      |